# Keishi Otani
Keishi Otani (大谷 圭志 Otani Keishi?), född 17 april 1983 i Gunma prefektur, är en japansk före detta fotbollsspelare.
Otani började sin karriär 2002 i FC Tokyo. 2004 flyttade han till Thespa Kusatsu. Han avslutade karriären 2006.